# Пепен-д’Эг
Пепе́н-д’Эг (фр. Peypin-d'Aigues) — коммуна во французском департаменте Воклюз региона Прованс — Альпы — Лазурный Берег. Относится к кантону Пертюи.

## Географические положение

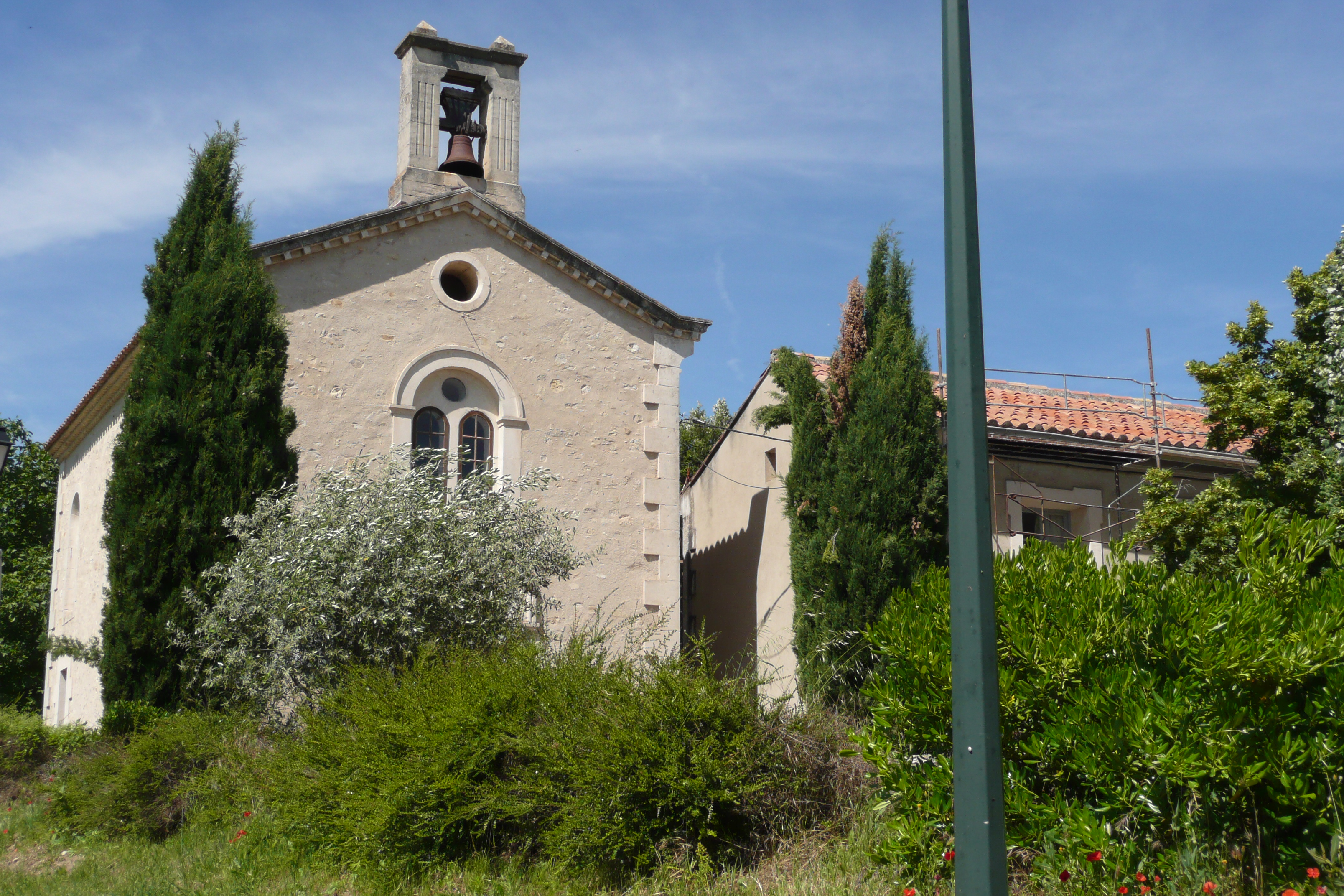
Церковь в Пепен-д’Эг.

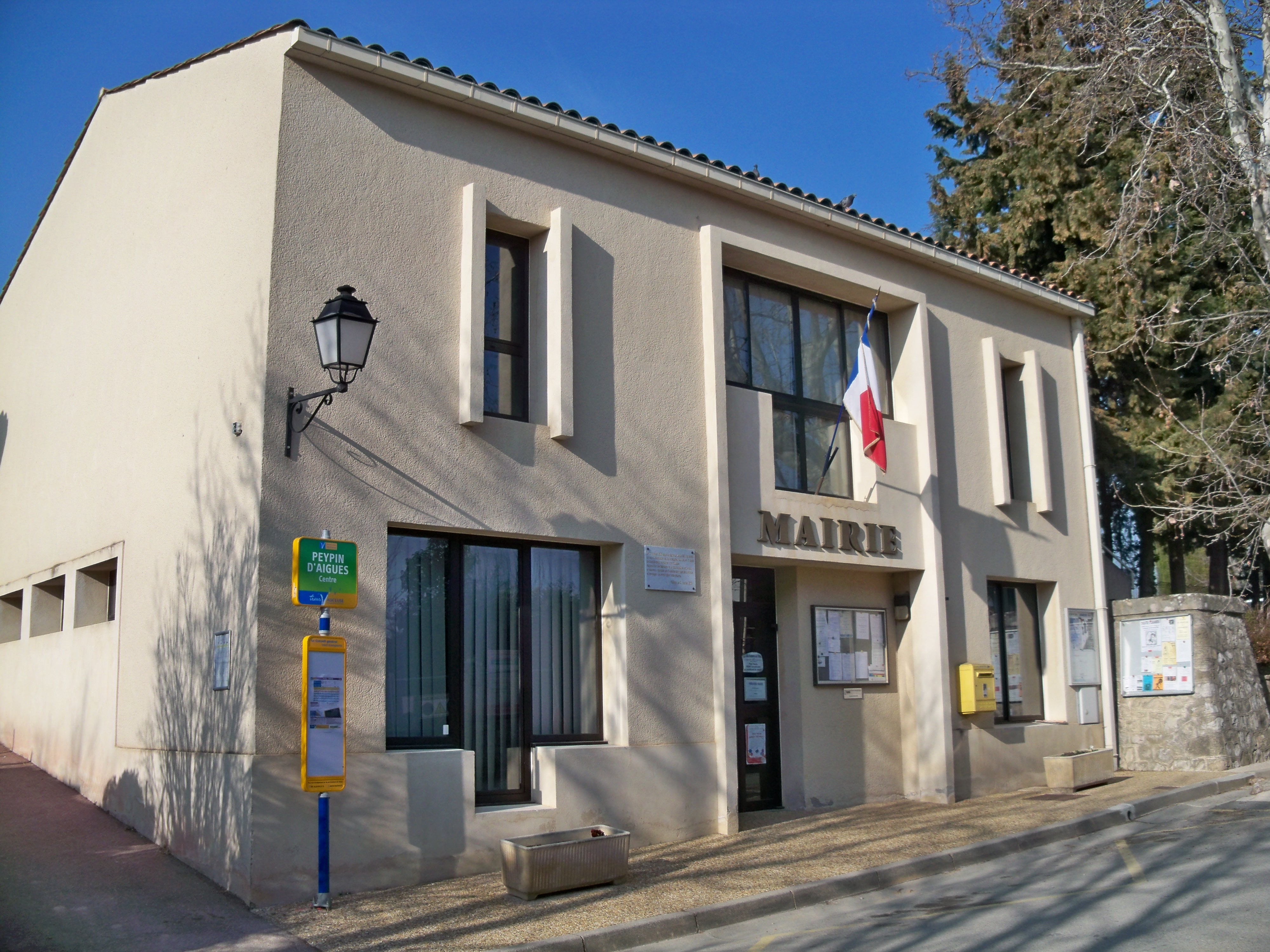
Здание мэрии.

Пепен-д’Эг расположен в 65 км к востоку от Авиньона. Соседние коммуны: Витроль-ан-Люберон на северо-востоке, Ла-Бастид-де-Журдан на востоке, Грамбуа на юге, Ла-Мотт-д’Эг и Сен-Мартен-де-ла-Браск на юго-западе, Кабрьер-д’Эг на западе. 

## Демография
Население коммуны на 2010 год составляло 599 человек.
| 1962 | 1968 | 1975 | 1982 | 1990 | 1999 | 2010 |
| ---- | ---- | ---- | ---- | ---- | ---- | ---- |
| 211  | 206  | 221  | 310  | 385  | 473  | 599  |

## Достопримечательности
- Фонжуаёз, ферма XVII века в окрестностях коммуны.
- Церковь
- Фонтан